# Бурса, Анджей
Анджей Бурса (пол. Andrzej Bursa; 21 марта 1932, Краков — 15 ноября 1957, Краков) — польский поэт, прозаик, драматург и журналист. Заметная фигура так называемого Поколения 1956 года в польской литературе.

## Биография
Родители Анджея, Мария и Феликс Бурса, развелись после Второй мировой войны на почве идеологических разногласий. Отец был убеждённым коммунистом, мать придерживалась католических традиций. Будучи убеждённым антимарксистом, Анджей постоянно конфликтовал с отцом.
С 1945 года обучался в одном из краковских лицеев. Позже поступил в Ягеллонский университет, где собирался получить профессию журналиста, но спустя три месяца перевёлся на филологический факультет со специализацией по болгаристике. Через три года бросил учёбу из-за тяжёлого материального положения.
В 1952 году женился на Людовике Шемёт, в то время студентке Краковской академии искусств. От этого брака у него был сын Михаил.
С 1954 по 1957 гг. работал краковским репортёром газеты «Дзенник Польский» (Dziennik Polski). Его тексты до неузнаваемости правились цензорами. Он сам не скрывал, что работает там исключительно ради денег. По тем же материальным соображениям вступил в Польскую объединённую рабочую партию, но очень скоро вышел из её рядов. Также он порвал и с наследием своей матери, Католической церковью, вычеркнув своё имя из костёльных приходских книг.
Незадолго до смерти он ушёл из газеты в знак протеста против цензуры, после того как не был издан его сборник стихов. Книга вышла только в 1958 году после смерти автора .
Умер 15 ноября 1957 года от врождённого порока сердца. Много лет считалось, что он покончил жизнь самоубийством.

## Творчество
Поэзия Бурсы отличалась бунтарством и прямолинейностью. Он откровенно описывал пороки общества своего времени, в том числе и свои собственные. Творческая карьера Бурсы длилась всего три года, но этого было достаточно, чтобы его вклад в польскую поэзию пережил его самого на многие десятилетия.
Помимо стихов Бурса написал пьесу «Карбункул» (в соавторстве с Яном Гюнтнером) и фантастический рассказ «Дракон».